# Omega del Centaure
Omega del Centaure (ω Centauri) és un cúmul globular a la constel·lació de Centaure que va ser identificat per primera vegada com un objecte no estel·lar per Edmond Halley el 1677. Localitzat a una distància de 15.800 anys llum (4.850 pc), és el cúmul globular més gran de la Via Làctia, amb un diàmetre d'uns 150 anys llum. Es calcula que conté aproximadament 10 milions d'estrelles i una massa total equivalent a 4 milions de masses solars. I que a l'interior hi ha un forat negre.
Una característica que el distingeix dels altres cúmuls globulars de la nostra galàxia és que conté estrelles de diferents generacions. Per aquest motiu s'especula que Omega de Centaure pot ser el romanent del nucli d'una galàxia nana que havia estat satèl·lit de la nostra Via Làctia.
Igual que Mayall II, Omega Centauri presenta un rang de metal·licitats i d'edats estel·lars que fan pensar que no es va formar d'una sola vegada (al contrari del que és normal en la majoria dels cúmuls globulars).
Quan s'observa a primera vista en un lloc molt fosc es pot veure de la mida de la Lluna plena a l'hemisferi sud, és circumpolar des de la latitud 43° s, per tant,tant només s'eleva sobre l'horitzó a l'hemisferi nord fins a la latitud 43° nord (latitud de Toronto).

## Història de les observacions
L'any 150, l'astrònom i escriptor grec Ptolemeu va catalogar aquest objecte en el seu Almagest com «una estrella a lloms del cavall» (quae est en principio scapulae). El cartògraf i advocat alemany Johann Bayer va utilitzar les observacionts de Ptolemeu per assignar a aquest objecte la nomenclatura d'Omega de Centaure, quan publicà la Uranometria el 1603. El 1677, Edmond Halley el va catalogar com a objecte no-estel·lar en les observacions que va fer des de l'illa de Santa Helena. Posteriorment, el 1715, el mateix Halley el va incloure en la seva llista de sis taques o punts lluminosos, en les Transaccions Filosòfiques de la Royal Society.  
El 1746, l'astrònom suís Jean-Philippe de Cheseaux el va incloure en la seva llista de 21 nebuloses. El 1755, Nicolas-Louis de Lacaille li va donar el número de catàleg L I.5. El 1826, James Dunlop el va reconèixer com a cúmul globular i el va descriure com un «bell globus estel·lar les estrelles del qual s'anaven concentrant molt gradualment cap al centre».

## Propietats
A una distància aproximada de 17.090 anys llum (5.240 parsecs) de la Terra, Omega Centauri és un dels pocs cúmuls globulars visibles a simple vista, i sembla gairebé tan gran com la Lluna plena quan es veu des d'una zona rural fosca. És el més brillant, el més gran i, amb 4 milions de masses solars, el cúmul globular més massiu conegut associat a la Via Làctia. De tots els cúmuls globulars del Grup Local de galàxies, només Mayall II a la Galàxia d'Andròmeda és més brillant i massiu. Orbitant a través de la Via Làctia, Omega Centauri conté diversos milions d'estrelles de Població II i té uns 12.000 milions d'anys.
Les estrelles del nucli d'Omega Centauri estan tan amuntegades que es calcula que es troben a una distància mitjana de només 0,1 anys llum les unes de les altres. La dinàmica interna s'ha analitzat utilitzant mesuraments de les velocitats radials de 469 estrelles.
Els membres d'aquest cúmul orbiten al voltant del centre de massa amb una dispersió de velocitat màxima de 7,9 km s-1. La distribució de massa inferida a partir de la cinemàtica està lleugerament més estesa que la distribució de lluminositat, encara que no hi és fortament inconsistent.

## Evidència de forat negre central

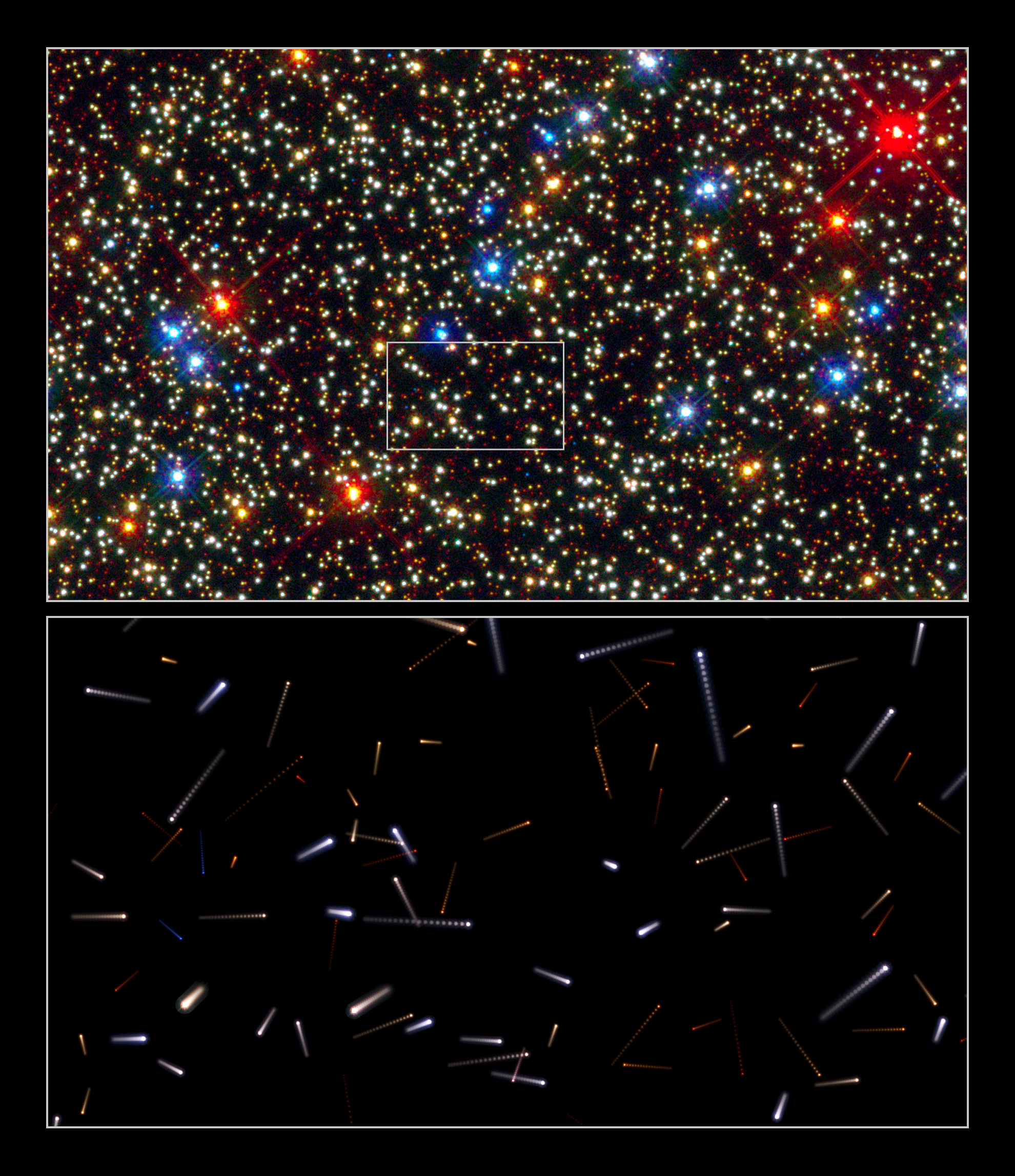
La regió central d'Omega Centauri. La il·lustració inferior mostra les posicions futures de les estrelles destacades al quadre de la imatge superior. Cada línia representa el moviment previst de l'estrella durant els 600 anys vinents. El període entre els punts correspon a 30 anys.

Un estudi de 2008 va presentar evidència d'un forat negre de massa intermèdia al centre d'Omega Centauri, basat en observacions realitzades pel Telescopi espacial Hubble i l'Observatori Gemini a Cerro Pachón a Xile. La càmera avançada per a mostrejos del Hubble va mostrar que les estrelles s'agrupen a prop del centre d'Omega Centauri, com ho demostra l'augment gradual de la llum estel·lar a prop del centre. Usant instruments a l'Observatori Gemini per mesurar la velocitat de les estrelles que s'arremolinen al nucli del cúmul, E. Noyola i els seus col·legues van trobar que les estrelles més properes al nucli es mouen més de pressa que les estrelles més llunyanes. Aquesta mesura es va interpretar en el sentit que la matèria invisible al nucli està interactuant gravitacionalment amb les estrelles properes. En comparar aquests resultats amb models estàndard, els astrònoms van concloure que la causa més probable era l'atracció gravitacional d'un objecte dens i massiu com un forat negre. Van calcular la massa de l'objecte en 40.000 masses solars.
Tot i això, un treball més recent ha desafiat aquestes conclusions, en particular, disputant la ubicació proposada del centre del cúmul. Els càlculs que van utilitzar una ubicació revisada per al centre van trobar que la velocitat de les estrelles del nucli no varia amb la distància, com s'esperaria si hi fos un forat negre de massa intermèdia. Els mateixos estudis també van trobar que la llum de les estrelles no augmenta cap al centre, sinó que roman relativament constant. Els autors van assenyalar que els seus resultats no descarten completament el forat negre proposat per Noyola i els seus col·legues, però no ho confirmen, i limiten la massa màxima a 12.000 masses solars.

## Galàxia nana pertorbada
S'ha especulat que Omega Centauri és el nucli d'una galàxia nana que va ser pertorbada i absorbida per la Via Làctia. De fet, es creu que l'Estrella de Kapteyn, que actualment es troba a només 13 anys llum de la Terra, té el seu origen a Omega Centauri. La química i el moviment d'Omega Centauri a la Via Làctia també concorden amb aquesta imatge. La química i el moviment d'Omega Centauri a la Via Làctia també són coherents amb aquesta imatge. Igual que Mayall II, Omega Centauri té un rang de metal·licitats i edats estel·lars que suggereix que no es va formar tot alhora (com es creu que es formen els cúmuls globulars) i que, de fet, pot ser la resta del nucli d'una galàxia més petita incorporada fa temps a.

## Ficció
La novel·la Singularity (2012), d'Ian Douglas, presenta com un fet que Omega Centauri i l'estrella de Kapteyn s'originen en una galàxia nana pertorbada, i aquest origen és central a la trama de la novel·la. A mesura que avança la història, es discuteixen diversos aspectes científics d'Omega Centauri, com ara el probable entorn de radiació dins del cúmul i l'aspecte que podria tenir el cel des de l'interior del cúmul.
Aquest cúmul apareix a la sèrie de ciència-ficció alemanya Perry Rhodan, i un cicle de la sèrie derivada Atlan, està ambientat a Omega Centauri.

## Galeria

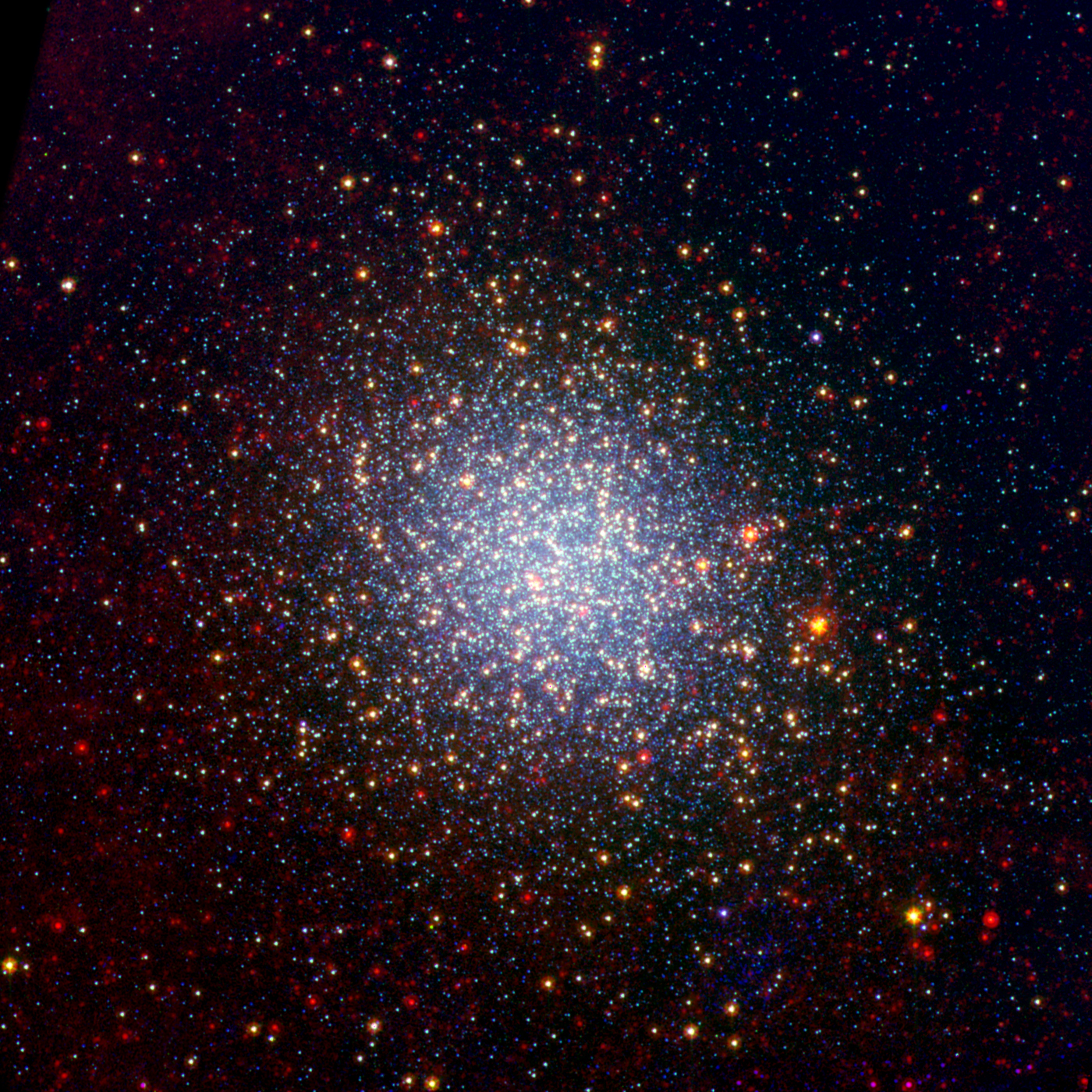
Omega Centauri en infraroig pel telescopi espacial Spitzer.
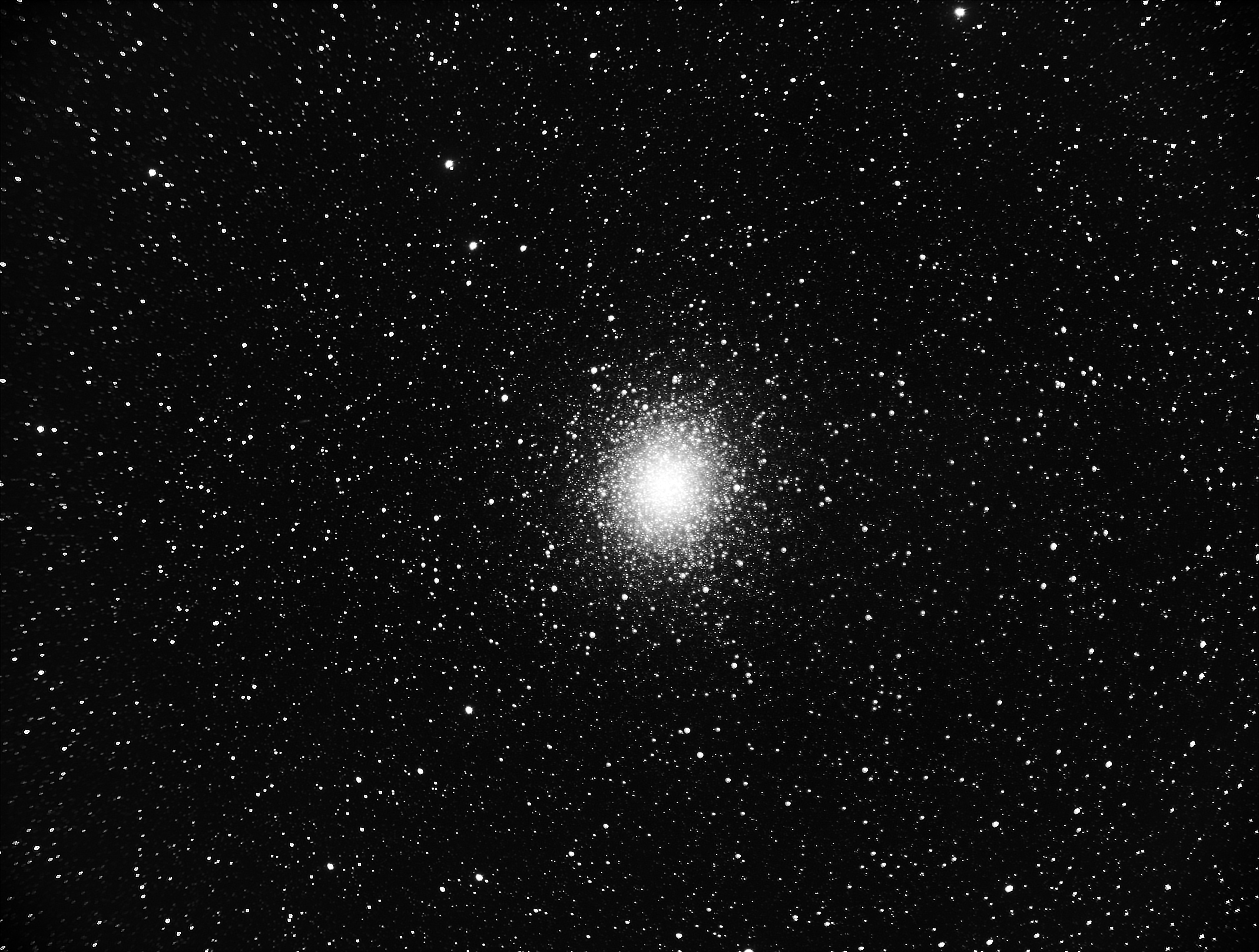
L'aparició d'Omega Centauri en un petit telescopi amateur.
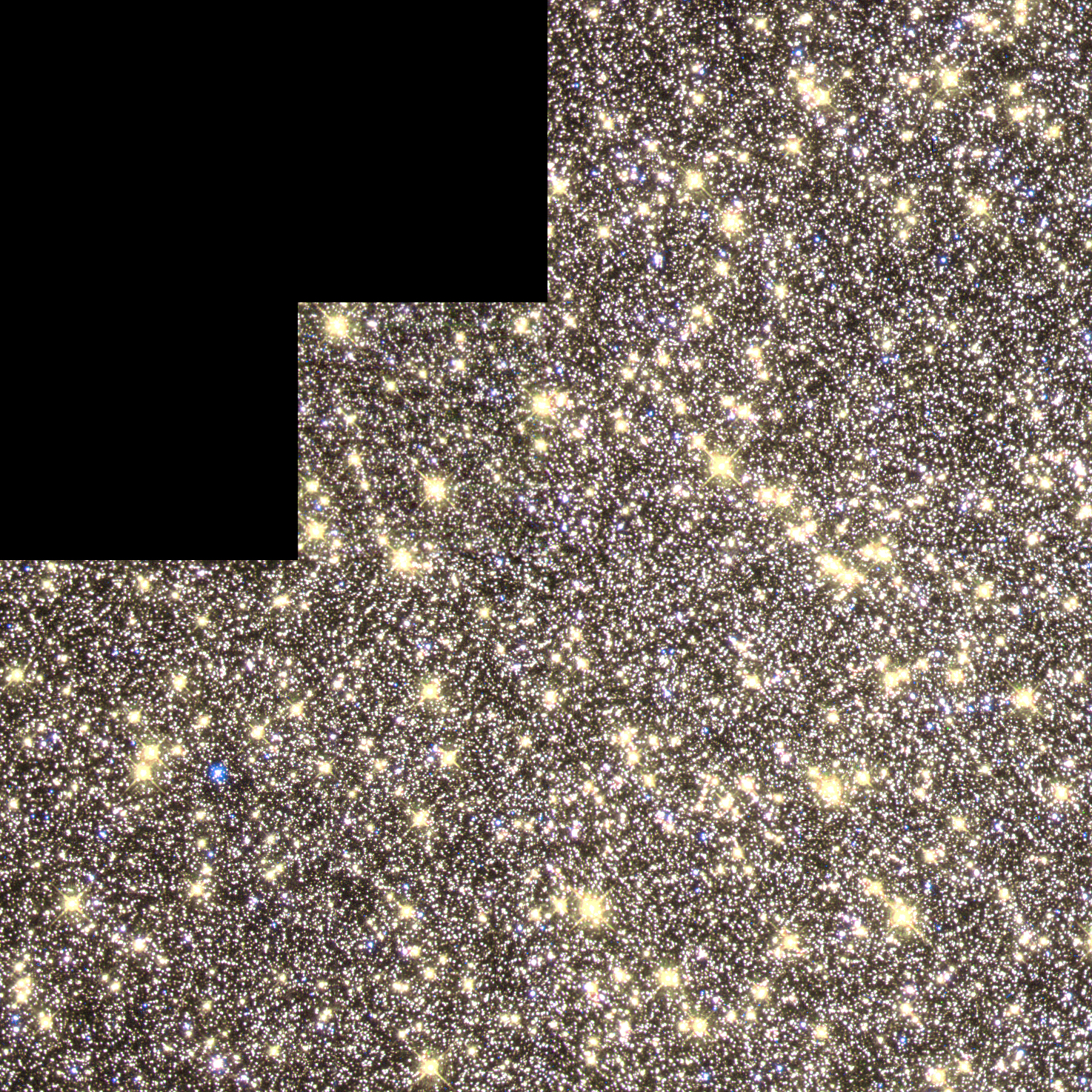
Regió central d'Omega Centauri (telescopi espacial Hubble).

## Per a més informació
- «The Shards of ω Centauri». Monthly Notices of the Royal Astronomical Society, 4-2018. arXiv: 1804.07050. Bibcode: 2018arXiv180407050M. DOI: 10.1093/mnras/sty1403.